# 2013-as afrikai nemzetek kupája
A 2013-as afrikai nemzetek kupáját a Dél-afrikai Köztársaság rendezte. A torna győztese részvételi jogot szerzett a 2013-as konföderációs kupára. A címvédő Zambia volt. A tornát Nigéria nyerte, története során harmadszor.

## A rendező kiválasztása
Az Afrikai Labdarúgó-szövetség 2006. szeptember 4-én döntött a 2014-re tervezett kontinensviadal helyszínéről, amelyet Líbia nyert el. Emellett a szövetség a 2010-es, a 2012-es torna rendezési jogáról is döntött.
2010. május 16-án jelentette be a CAF, hogy 2013-tól a páratlan években rendezik az afrikai nemzetek kupáját, így a 2014-re tervezett torna már 2013-ban kerül megrendezésre.
A CAF 2011. szeptember 28-án úgy döntött, hogy a 2013-as és a 2017-es afrikai nemzetek kupája helyszíneit felcserélik, mert Líbia a bizonytalan belpolitikai helyzet miatt lemondott a 2013-as torna megrendezéséről. Az afrikai nemzetek kupáját 2013-ban a Dél-afrikai Köztársaság, 2017-ben pedig Líbia rendezi.

## Selejtezők
A selejtezőre az Afrikai Labdarúgó-szövetség 47 tagállama nevezett be, köztük a 2013-as afrikai nemzetek kupája rendezője, a Dél-afrikai Köztársaság, amely nem játszik selejtezőt. Hat válogatott nem indult.
A selejtező egy előselejtezőből, és két fordulóból állt. Az előselejtezőben a négy legalacsonyabban rangsorolt válogatott vett részt. Oda-visszavágós rendszerben mérkőztek meg, a párosítások győztesei továbbjutottak az első fordulóba.
Az első fordulóban a 2012-es tornára nem kvalifikált csapatok, valamint az első forduló két továbbjutója vett részt, összesen 28 csapat. 14 párosítást sorsoltak, a csapatok oda-visszavágós rendszerben mérkőztek meg. A párosítások győztesei továbbjutottak a második fordulóba.
A második fordulóban a 2012-es tornára kijutott 16 csapat, valamint a második forduló 14 továbbjutója vett részt, összesen 30 csapat. 15 párosítást sorsoltak, a csapatok oda-visszavágós rendszerben mérkőztek meg. A párosítások győztesei kijutottak a 2013-as afrikai nemzetek kupájára. A rendező Dél-Afrikával alkották a 16-os mezőnyt.
Részt vevő csapatok
| Ország                  | Kvalifikáció módja                      | Kvalifikáció időpontja | Afrikai nemzetek kupája részvétel |
| ----------------------- | --------------------------------------- | ---------------------- | --------------------------------- |
| Dél-afrikai Köztársaság | Rendező                                 | 2011. szeptember 28.   | 7                                 |
| Ghána                   | Malawi legyőzésével.                    | 2012. október 13.      | 18                                |
| Mali                    | Botswana legyőzésével.                  | 2012. október 13.      | 7                                 |
| Zambia                  | Uganda legyőzésével.                    | 2012. október 13.      | 15                                |
| Nigéria                 | Libéria legyőzésével.                   | 2012. október 13.      | 16                                |
| Tunézia                 | Sierra Leone legyőzésével.              | 2012. október 13.      | 15                                |
| Elefántcsontpart        | Szenegál legyőzésével.                  | 2012. október 13.      | 19                                |
| Marokkó                 | Mozambik legyőzésével.                  | 2012. október 13.      | 14                                |
| Etiópia                 | Szudán legyőzésével.                    | 2012. október 14.      | 9                                 |
| Zöld-foki Köztársaság   | Kamerun legyőzésével.                   | 2012. október 14.      | 0                                 |
| Angola                  | Zimbabwe legyőzésével.                  | 2012. október 14.      | 6                                 |
| Niger                   | Guinea legyőzésével.                    | 2012. október 14.      | 1                                 |
| Togo                    | Gabon legyőzésével.                     | 2012. október 14.      | 6                                 |
| Kongói DK               | Egyenlítői-Guinea legyőzésével.         | 2012. október 14.      | 15                                |
| Burkina Faso            | Közép-afrikai Köztársaság legyőzésével. | 2012. október 14.      | 8                                 |
| Algéria                 | Líbia legyőzésével.                     | 2012. október 14.      | 14                                |

## Helyszínek
| Johannesburg             | Durban                   | Port Elizabeth             | Rustenburg               | Mbombela                 |
| ------------------------ | ------------------------ | -------------------------- | ------------------------ | ------------------------ |
| Soccer City              | Moses Mabhida Stadion    | Nelson Mandela Bay Stadion | Royal Bafokeng Stadion   | Mbombela Stadion         |
| Befogadóképesség: 94 700 | Befogadóképesség: 54 000 | Befogadóképesség: 48 000   | Befogadóképesség: 42 000 | Befogadóképesség: 41 000 |
|                          |                          |                            |                          |                          |

## Sorsolás
| 1. kalap                                                    | 2. kalap                          | 3. kalap                                 | 4. kalap                                           |
| ----------------------------------------------------------- | --------------------------------- | ---------------------------------------- | -------------------------------------------------- |
| Dél-afrikai Köztársaság · Zambia · Ghána · Elefántcsontpart | Mali · Tunézia · Angola · Nigéria | Algéria · Burkina Faso · Marokkó · Niger | Togo · Zöld-foki Köztársaság · Kongói DK · Etiópia |

## Érdekességek, statisztikák
- A Dél-afrikai Köztársaság legutóbb 1996-ban rendezte meg az afrikai nemzetek kupáját, melyet meg is nyert. Ez a második eset, amikor két egymást követő viadalt egymást követő években rendeznek: az első ilyen eset 1962-es etiópiai és 1963-as ghánai torna volt.

## Eredmények
A mérkőzések kezdési ideje helyi idő szerint (UTC+2) vannak feltüntetve.

### Csoportkör
A csoportkörben minden csapat a másik három csapattal egy-egy mérkőzést játszott, így összesen 6 mérkőzésre került sor mind a négy csoportban. A csoportokból az első két helyezett jutott tovább.
A sorrend meghatározása
Ha két vagy több csapat a csoportmérkőzések után azonos pontszámmal állt, a következő pontok alapján kellett megállapítani a sorrendet:
1. több szerzett pont az azonosan álló csapatok között lejátszott mérkőzéseken
2. jobb gólkülönbség az azonosan álló csapatok között lejátszott mérkőzéseken
3. több szerzett gól az azonosan álló csapatok között lejátszott mérkőzéseken
4. jobb gólkülönbség az összes csoportmérkőzésen
5. több szerzett gól az összes csoportmérkőzésen
6. jobb fair play pontszám
7. sorsolás

| Jelmagyarázat                                                            |
| ------------------------------------------------------------------------ |
| A csoportok első két helyezettje bejutott az egyenes kieséses szakaszba. |
| A csoportok harmadik és negyedik helyezettje kiestek.                    |

#### A csoport
| Csapat                  | M | Gy | D | V | G+ | G– | Gk | P |
| ----------------------- | - | -- | - | - | -- | -- | -- | - |
| Dél-afrikai Köztársaság | 3 | 1  | 2 | 0 | 4  | 2  | +2 | 5 |
| Zöld-foki Köztársaság   | 3 | 1  | 2 | 0 | 3  | 2  | +1 | 5 |
| Marokkó                 | 3 | 0  | 3 | 0 | 3  | 3  | 0  | 3 |
| Angola                  | 3 | 0  | 1 | 2 | 1  | 4  | –3 | 1 |

| 2013. január 19. 18:00 |

| Dél-afrikai Köztársaság | 0–0         | Zöld-foki Köztársaság |
| ----------------------- | ----------- | --------------------- |
|                         | Jegyzőkönyv |                       |

| Soccer City, Johannesburg Nézőszám: 50 000 Játékvezető: Dzsamel Hajmúdi (algériai) |

| 2013. január 19. 21:00 |

| Angola | 0–0         | Marokkó |
| ------ | ----------- | ------- |
|        | Jegyzőkönyv |         |

| Soccer City, Johannesburg Nézőszám: 25 000 Játékvezető: Badara Diatta (szenegáli) |

| 2013. január 23. 17:00 |

| Dél-afrikai Köztársaság | 2–0               | Angola |
| ----------------------- | ----------------- | ------ |
| Sangweni 30' Majoro 62' | (1–0) Jegyzőkönyv |        |

| Moses Mabhida Stadion, Durban Nézőszám: 40 000 Játékvezető: Koman Coulibaly (mali) |

| 2013. január 23. 20:00 |

| Marokkó      | 1–1               | Zöld-foki Köztársaság |
| ------------ | ----------------- | --------------------- |
| el-Arabi 78' | (0–1) Jegyzőkönyv | Platini 36'           |

| Moses Mabhida Stadion, Durban Nézőszám: 25 000 Játékvezető: Janny Sikazwe (zambiai) |

| 2013. január 27. 19:00 |

| Marokkó                   | 2–2               | Dél-afrikai Köztársaság   |
| ------------------------- | ----------------- | ------------------------- |
| el-Adúa 10' el-Háfidi 82' | (1–0) Jegyzőkönyv | Mahlangu 71' Sangweni 86' |

| Moses Mabhida Stadion, Durban Nézőszám: 45 000 Játékvezető: Bakary Gassama (gambiai) |

| 2013. január 27. 19:00 |

| Zöld-foki Köztársaság      | 2–1               | Angola            |
| -------------------------- | ----------------- | ----------------- |
| F. Varela 81' Héldon 90+1' | (0–1) Jegyzőkönyv | Nando 33' (öngól) |

| Nelson Mandela Bay Stadion, Port Elizabeth Nézőszám: 20 000 Játékvezető: Szelím el-Zsedídi (tunéziai) |

#### B csoport
| Csapat    | M | Gy | D | V | G+ | G– | Gk | P |
| --------- | - | -- | - | - | -- | -- | -- | - |
| Ghána     | 3 | 2  | 1 | 0 | 6  | 2  | +4 | 7 |
| Mali      | 3 | 1  | 1 | 1 | 2  | 2  | 0  | 4 |
| Kongói DK | 3 | 0  | 3 | 0 | 3  | 3  | 0  | 3 |
| Niger     | 3 | 0  | 1 | 2 | 0  | 4  | –4 | 1 |

| 2013. január 20. 17:00 |

| Ghána                            | 2–2               | Kongói DK                        |
| -------------------------------- | ----------------- | -------------------------------- |
| Agyemang-Badu 40' K. Asamoah 49' | (1–0) Jegyzőkönyv | Mputu 53' Mbokani 69' (11-esből) |

| Nelson Mandela Bay Stadion, Port Elizabeth Nézőszám: 7 000 Játékvezető: Daniel Bennett (dél-afrikai) |

| 2013. január 20. 20:00 |

| Mali      | 1–0               | Niger |
| --------- | ----------------- | ----- |
| Keita 84' | (0–0) Jegyzőkönyv |       |

| Nelson Mandela Bay Stadion, Port Elizabeth Nézőszám: 20 000 Játékvezető: Szelím el-Zsedídi (tunéziai) |

| 2013. január 24. 17:00 |

| Ghána                 | 1–0               | Mali |
| --------------------- | ----------------- | ---- |
| Wakaso 38' (11-esből) | (1–0) Jegyzőkönyv |      |

| Nelson Mandela Bay Stadion, Port Elizabeth Nézőszám: 8 000 Játékvezető: Doué Noumandiez Désiré (elefántcsontparti) |

| 2013. január 24. 20:00 |

| Niger | 0–0         | Kongói DK |
| ----- | ----------- | --------- |
|       | Jegyzőkönyv |           |

| Nelson Mandela Bay Stadion, Port Elizabeth Nézőszám: 12 000 Játékvezető: Busajb el-Áhras (marokkói) |

| 2013. január 28. 19:00 |

| Niger | 0–3               | Ghána                     |
| ----- | ----------------- | ------------------------- |
|       | (0–2) Jegyzőkönyv | Gyan 6' Atsu 23' Boye 49' |

| Nelson Mandela Bay Stadion, Port Elizabeth Nézőszám: 10 000 Játékvezető: Badara Diatta (szenegáli) |

| 2013. január 28. 19:00 |

| Kongói DK             | 1–1               | Mali             |
| --------------------- | ----------------- | ---------------- |
| Mbokani 3' (11-esből) | (1–1) Jegyzőkönyv | Mah. Samassa 14' |

| Moses Mabhida Stadion, Durban Nézőszám: 8 000 Játékvezető: Dzsamel Hajmúdi (algériai) |

#### C csoport
| Csapat       | M | Gy | D | V | G+ | G– | Gk | P |
| ------------ | - | -- | - | - | -- | -- | -- | - |
| Burkina Faso | 3 | 1  | 2 | 0 | 5  | 1  | +4 | 5 |
| Nigéria      | 3 | 1  | 2 | 0 | 4  | 2  | +2 | 5 |
| Zambia       | 3 | 0  | 3 | 0 | 2  | 2  | 0  | 3 |
| Etiópia      | 3 | 0  | 1 | 2 | 1  | 7  | –6 | 1 |

| 2013. január 21. 17:00 |

| Zambia        | 1–1               | Etiópia             |
| ------------- | ----------------- | ------------------- |
| Mbesuma 45+3' | (1–0) Jegyzőkönyv | Adane 65' Jemal 35′ |

| Mbombela Stadion, Mbombela Nézőszám: 10 000 Játékvezető: Eric Otogo-Castane (gaboni) |

| 2013. január 21. 20:00 |

| Nigéria                 | 1–1               | Burkina Faso |
| ----------------------- | ----------------- | ------------ |
| Emenike 23' Ambrose 74′ | (1–0) Jegyzőkönyv | Traoré 90+5' |

| Mbombela Stadion, Mbombela Nézőszám: 8 500 Játékvezető: Mohammed Benúza (algériai) |

| 2013. január 25. 17:00 |

| Zambia                | 1–1               | Nigéria     |
| --------------------- | ----------------- | ----------- |
| Mweene 85' (11-esből) | (0–0) Jegyzőkönyv | Emenike 57' |

| Mbombela Stadion, Mbombela Nézőszám: 25 000 Játékvezető: Gehád Grísa (egyiptomi) |

| 2013. január 25. 20:00 |

| Burkina Faso                                          | 4–0               | Etiópia |
| ----------------------------------------------------- | ----------------- | ------- |
| Traoré 34' 74' D. Koné 79' Pitroipa 90+5' Soulama 60′ | (1–0) Jegyzőkönyv |         |

| Mbombela Stadion, Mbombela Nézőszám: 35 000 Játékvezető: Bernard Camille (seychelle-szigeteki) |

| 2013. január 29. 19:00 |

| Burkina Faso | 0–0         | Zambia |
| ------------ | ----------- | ------ |
|              | Jegyzőkönyv |        |

| Mbombela Stadion, Mbombela Nézőszám: 8 000 Játékvezető: Néant Alioum (kameruni) |

| 2013. január 29. 19:00 |

| Etiópia   | 0–2               | Nigéria                             |
| --------- | ----------------- | ----------------------------------- |
| Siyay 85′ | (0–0) Jegyzőkönyv | Moses 80' (11-esből) 90' (11-esből) |

| Royal Bafokeng Stadion, Rustenburg Nézőszám: 15 000 Játékvezető: Busajb el-Áhras (marokkói) |

#### D csoport
| Csapat           | M | Gy | D | V | G+ | G– | Gk | P |
| ---------------- | - | -- | - | - | -- | -- | -- | - |
| Elefántcsontpart | 3 | 2  | 1 | 0 | 7  | 3  | +4 | 7 |
| Togo             | 3 | 1  | 1 | 1 | 4  | 3  | +1 | 4 |
| Tunézia          | 3 | 1  | 1 | 1 | 2  | 4  | –2 | 4 |
| Algéria          | 3 | 0  | 1 | 2 | 2  | 5  | –3 | 1 |

| 2013. január 22. 17:00 |

| Elefántcsontpart         | 2–1               | Togo           |
| ------------------------ | ----------------- | -------------- |
| Y. Touré 8' Gervinho 88' | (1–1) Jegyzőkönyv | J. Ayité 45+2' |

| Royal Bafokeng Stadion, Rustenburg Nézőszám: 2 000 Játékvezető: Néam Alioum (kameruni) |

| 2013. január 22. 20:00 |

| Tunézia       | 1–0               | Algéria |
| ------------- | ----------------- | ------- |
| Mszákni 90+1' | (0–0) Jegyzőkönyv |         |

| Royal Bafokeng Stadion, Rustenburg Nézőszám: 8 000 Játékvezető: Bakary Gassama (gambiai) |

| 2013. január 26. 17:00 |

| Elefántcsontpart                       | 3–0               | Tunézia |
| -------------------------------------- | ----------------- | ------- |
| Gervinho 21' Y. Touré 87' Ya Konan 90' | (1–0) Jegyzőkönyv |         |

| Royal Bafokeng Stadion, Rustenburg Nézőszám: 30 000 Játékvezető: Rajindraparsad Seechurn (mauritiusi) |

| 2013. január 26. 20:00 |

| Algéria | 0–2               | Togo                    |
| ------- | ----------------- | ----------------------- |
|         | (0–1) Jegyzőkönyv | Adebayor 31' Wome 90+3' |

| Royal Bafokeng Stadion, Rustenburg Nézőszám: 25 000 Játékvezető: Hamada Nampiandraza (madagaszkári) |

| 2013. január 30. 19:00 |

| Algéria                           | 2–2               | Elefántcsontpart    |
| --------------------------------- | ----------------- | ------------------- |
| Fegúli 64' (11-esből) Szúdáni 70' | (0–0) Jegyzőkönyv | Drogba 77' Bony 81' |

| Royal Bafokeng Stadion, Rustenburg Nézőszám: 5 000 Játékvezető: Eric Otogo-Castane (gaboni) |

| 2013. január 30. 19:00 |

| Togo      | 1–1               | Tunézia               |
| --------- | ----------------- | --------------------- |
| Gakpé 13' | (1–1) Jegyzőkönyv | Múelhi 30' (11-esből) |

| Mbombela Stadion, Mbombela Nézőszám: 7 500 Játékvezető: Daniel Bennett (dél-afrikai) |

### Egyenes kieséses szakasz
|  |                             |                         |                       |                     |       |              |                            |                             |                             |                             |               |       |       |
|  | Negyeddöntők                | Negyeddöntők            | Negyeddöntők          |                     |       | Elődöntők    | Elődöntők                  | Elődöntők                   |                             |                             | Döntő         | Döntő | Döntő |
|  | Negyeddöntők                | Negyeddöntők            | Negyeddöntők          |                     |       | Elődöntők    | Elődöntők                  | Elődöntők                   |                             |                             | Döntő         | Döntő | Döntő |
|  | február 2. – Durban         |                         |                       |                     |       |              |                            |                             |                             |                             |               |       |       |
|  |                             |                         |                       |                     |       |              |                            |                             |                             |                             |               |       |       |
|  | A1                          | Dél-afrikai Köztársaság | 1 (1)                 |                     |       |              |                            |                             |                             |                             |               |       |       |
|  | A1                          | Dél-afrikai Köztársaság | 1 (1)                 | február 6. – Durban |       |              |                            |                             |                             |                             |               |       |       |
|  | B2                          | Mali                    | 1 (3)                 |                     |       |              |                            |                             |                             |                             |               |       |       |
|  | B2                          | Mali                    | 1 (3)                 |                     |       | Mali         | Mali                       | 1                           |                             |                             |               |       |       |
|  | február 3. – Rustenburg     |                         |                       |                     |       | Mali         | Mali                       | 1                           |                             |                             |               |       |       |
|  |                             |                         | Nigéria               | Nigéria             | 4     |              |                            |                             |                             |                             |               |       |       |
|  | D1                          | Elefántcsontpart        | Nigéria               | Nigéria             | 4     | 1            |                            |                             |                             |                             |               |       |       |
|  | D1                          | Elefántcsontpart        |                       |                     |       | 1            | február 10. – Johannesburg |                             |                             |                             |               |       |       |
|  | C2                          | Nigéria                 | 2                     |                     |       |              |                            |                             |                             |                             |               |       |       |
|  | C2                          | Nigéria                 | 2                     |                     |       | Nigéria      | Nigéria                    | 1                           |                             |                             |               |       |       |
|  | február 3. – Mbombela       |                         |                       |                     |       | Nigéria      | Nigéria                    | 1                           |                             |                             |               |       |       |
|  |                             |                         | Burkina Faso          | Burkina Faso        | 0     |              |                            |                             |                             |                             |               |       |       |
|  | C1                          | Burkina Faso            | Burkina Faso          | Burkina Faso        | 0     | 1            |                            |                             |                             |                             |               |       |       |
|  | C1                          | Burkina Faso            | február 6. – Mbombela |                     |       | 1            |                            |                             |                             |                             |               |       |       |
|  | D2                          | Togo                    | 0                     |                     |       |              |                            |                             |                             |                             |               |       |       |
|  | D2                          | Togo                    | 0                     |                     |       | Burkina Faso | Burkina Faso               | 1 (3)                       | Bronzmérkőzés               | Bronzmérkőzés               | Bronzmérkőzés |       |       |
|  | február 2. – Port Elizabeth |                         |                       |                     |       | Burkina Faso | Burkina Faso               | 1 (3)                       | Bronzmérkőzés               | Bronzmérkőzés               | Bronzmérkőzés |       |       |
|  |                             |                         | Ghána                 | Ghána               | 1 (2) |              |                            | február 9. – Port Elizabeth | február 9. – Port Elizabeth | február 9. – Port Elizabeth |               |       |       |
|  | B1                          | Ghána                   | Ghána                 | Ghána               | 1 (2) | 2            |                            | február 9. – Port Elizabeth | február 9. – Port Elizabeth | február 9. – Port Elizabeth |               |       |       |
|  | B1                          | Ghána                   |                       |                     |       |              |                            | Mali                        | Mali                        | 3                           |               |       |       |
|  | A2                          | Zöld-foki Köztársaság   | 0                     |                     |       |              |                            | Mali                        | Mali                        | 3                           |               |       |       |
|  | A2                          | Zöld-foki Köztársaság   | 0                     |                     |       | Ghána        | Ghána                      | 1                           |                             |                             |               |       |       |
|  |                             |                         |                       |                     |       | Ghána        | Ghána                      | 1                           |                             |                             |               |       |       |

#### Negyeddöntők
| 2013. február 2. 17:00 |

| Dél-afrikai Köztársaság           | 1–1 (h. u.)                 | Mali                        |
| --------------------------------- | --------------------------- | --------------------------- |
| Rantie 31'                        | (1–0, 1–1, 1–1) Jegyzőkönyv | Keita 58'                   |
| Büntetőpárbaj                     |                             |                             |
| Tshabalala Furman Mahlangu Majoro | 1–3                         | Diabaté Tamboura Ma. Traoré |

| Moses Mabhida Stadion, Durban Nézőszám: 45 000 Játékvezető: Néant Alioum (kameruni) |

| 2013. február 2. 20:30 |

| Zöld-foki Köztársaság | 0–2               | Ghána                       |
| --------------------- | ----------------- | --------------------------- |
|                       | (0–0) Jegyzőkönyv | Wakaso 54' (11-esből) 90+5' |

| Nelson Mandela Bay Stadion, Port Elizabeth Nézőszám: 8 000 Játékvezető: Rajindraparsad Seechurn (mauritiusi) |

| 2013. február 3. 17:00 |

| Elefántcsontpart | 1–2               | Nigéria             |
| ---------------- | ----------------- | ------------------- |
| Tioté 50'        | (0–1) Jegyzőkönyv | Emenike 43' Mba 78' |

| Royal Bafokeng Stadion, Rustenburg Nézőszám: 25 000 Játékvezető: Dzsamel Hajmúdi (algériai) |

| 2013. február 3. 20:30 |

| Burkina Faso  | 1–0 (h. u.)                 | Togo |
| ------------- | --------------------------- | ---- |
| Pitroipa 105' | (0–0, 0–0, 1–0) Jegyzőkönyv |      |

| Mbombela Stadion, Mbombela Nézőszám: 27 000 Játékvezető: Badara Diatta (szenegáli) |

#### Elődöntők
| 2013. február 6. 17:00 |

| Mali       | 1–4               | Nigéria                                      |
| ---------- | ----------------- | -------------------------------------------- |
| Diarra 74' | (0–3) Jegyzőkönyv | Echiéjilé 25' Ideye 30' Emenike 44' Musa 60' |

| Moses Mabhida Stadion, Durban Nézőszám: 54 000 Játékvezető: Bakary Gassama (gambiai) |

| 2013. február 6. 20:30 |

| Ghána                                   | 1–1 (h. u.)                 | Burkina Faso                            |
| --------------------------------------- | --------------------------- | --------------------------------------- |
| Wakaso 13' (11-esből)                   | (1–0, 1–1, 1–1) Jegyzőkönyv | Bancé 60' Pitroipa 67′, 117′            |
| Büntetőpárbaj                           |                             |                                         |
| Vorsah Atsu Afful Clottey Agyemang-Badu | 2–3                         | B. Koné H. Traoré K. P. Koulibaly Bancé |

| Mbombela Stadion, Mbombela Nézőszám: 35 000 Játékvezető: Szelím el-Zsedídi (tunéziai) |

#### Bronzmérkőzés
| 2013. február 9. 20:30 |

| Mali | 3–1               | Ghána          |
| ---- | ----------------- | -------------- |
|      | (1–0) Jegyzőkönyv | K. Asamoah 82' |

| Nelson Mandela Bay Stadion, Port Elizabeth Nézőszám: 19 240 Játékvezető: Eric Otogo-Castane (gaboni) |

#### Döntő
| 2013. február 10. 20:00 |

| Nigéria | 1–0   | Burkina Faso |
| ------- | ----- | ------------ |
| Mba 40' | (1–0) |              |

| Soccer City, Johannesburg Játékvezető: Dzsamel Hajmúdi (algériai) |

| A 2013-as afrikai nemzetek kupája győztese |
| ------------------------------------------ |
| NIGÉRIA 3. cím                             |

### Gólszerzők
4 gólos
- Mubarak Wakaso
- Emmanuel Emenike

3 gólos
- Alain Traoré
- Seydou Keita

2 gólos
- Jonathan Pitroipa
- Gervinho
- Yaya Touré
- Dieumerci Mbokani
- Kwadwo Asamoah
- Mahamadou Samassa
- Victor Moses
- Sunday Mba
- Siyabonga Sangweni

1 gólos
- el-Arbi Hillel Szúdáni
- Szofján Fegúli
- Djakaridja Koné
- Cheick Tioté
- Didier Drogba
- Didier Ya Konan
- Wilfried Bony
- Trésor Mputu
- Fernando Varela
- Héldon Ramos
- Platini
- Adane Girma
- Asamoah Gyan
- Christian Atsu
- Emmanuel Agyemang-Badu
- John Boye
- Cheick Fantamady Diarra
- Abd el-Iláh el-Háfidi
- Iszám el-Adúa
- Júszef el-Arabi
- Ahmed Musa
- Brown Ideye
- Uwa Elderson Echiéjilé
- Lehlohonolo Majoro
- May Mahlangu
- Tokelo Rantie
- Dové Wome
- Emmanuel Adebayor
- Jonathan Ayité
- Serge Gakpé
- Júszef Mszákni
- Háled Múelhi
- Collins Mbesuma
- Kennedy Mweene (Kapus)

Öngólos
- Nando (Angola ellen)

### Lapok
1 piros lap
- Abdoulaye Soulama (Kapus)
- Jonathan Pitroipa
- Jemal Tassew (Kapus)
- Siyay Bancha (Kapus)
- Efe Ambrose

3 sárga lap
- Jonathan Pitroipa
- Mohammed Rabiu
- Mubarak Wakaso
- Efe Ambrose

2 sárga lap
- Mehdi Lahszen
- Sol Bamba
- Siyay Bancha (Kapus)
- John Paintsil
- Adama Tamboura
- Mamadou Samassa (Kapus)
- Samba Sow
- Júnesz Belhanda
- Mohamed Soumaïla
- Fegor Ogude
- Anele Ngcongca
- Abdoul-Gafar Mamah
- Alaixys Romao
- Daré Nibombé
- Emmanuel Adebayor
- Floyd Ayité
- Jonathan Ayité
- Serge Gakpé
- Vincent Bossou
- Júszef Mszákni
- Joseph Musonda

1 sárga lap
- Adlen Gedjúra
- Dzsamel Meszbáh
- Mehdi Mosztefa
- Rafík Halís
- Dani Massunguna
- Manucho
- Pirolito
- Charles Kaboré
- Issouf Ouattara
- Keba Paul Koulibaly
- Saïdou Panandétiguiri
- Cheick Tioté
- Igor Lolo
- Max Gradel
- Salomon Kalou
- Yaya Touré
- Cédric Makiadi
- Dieumerci Mbokani
- Youssouf Mulumbu
- Babanco
- Carlitos
- Nando
- Fernando Varela
- Gégé
- Héldon Ramos
- Platini
- Rambé
- Ryan Mendes
- Abebaw Butako
- Alula Girma
- Aynalem Hailu
- Biadigling Elias
- Degu Dedebe
- Minyahil Teshome
- Siyoum Tesfaye
- Albert Adomah
- Derek Boateng
- Emmanuel Agyemang-Badu
- Fatawu Dauda (Kapus)
- Harrison Afful
- Isaac Vorsah
- Solomon Asante
- Adama Coulibaly
- Mahamadou N'Diaye
- Mahamane Traoré
- Modibo Maïga
- Mohamed Kalilou Traoré
- Seydou Keita
- Abd el-Azíz Barráda
- Abd el-Iláh el-Háfidi
- Abd er-Rahím es-Sákir
- Ádil Hermás
- Júszef el-Arabi
- Kamel es-Sáfni
- Mehdi Benatija
- Sahír Belgazuáni
- Issiaka Koudize
- Issoufou Boubacar Garba
- Koffi Dan Kowa
- Mohamed Chikoto
- Moussa Maâzou
- William N'Gounou
- Ahmed Musa
- Emmanuel Emenike
- Godfrey Oboabona
- Nosa Igiebor
- Ogenyi Onazi
- Sunday Mba
- Uwa Elderson Echiéjilé
- Vincent Enyeama (Kapus)
- Bongani Khumalo
- Bernard Parker
- Thabo Matlaba
- Thuso Phala
- Tokelo Rantie
- Kossi Agassa (Kapus)
- Serge Akakpo
- Ajmen Abd en-Núr
- Hamdi el-Harbávi
- Háled Múelhi
- Vahbi Hazri
- Chisamba Lungu
- Collins Mbesuma
- Emmanuel Mayuka
- Emmanuel Mbola
- Isaac Chansa
- Nathan Sinkala
- Stoppila Sunzu

### Díjak
A következő díjakat osztották ki:
A torna játékosa
- Jonathan Pitroipa

A torna gólkirálya
- Emmanuel Emenike

A díjat Emenike nyerte, a több akciógólja miatt.
A torna legsportszerűbb játékosa
- Victor Moses

A torna gólja
- Júszef Mszákni (Algéria ellen)

| Kapus           | Védők                                     | Középpályások                                              | Csatárok                      |
| --------------- | ----------------------------------------- | ---------------------------------------------------------- | ----------------------------- |
| Vincent Enyeama | Bakary Koné Nando Efe Ambrose Siaka Tiéné | Jonathan Pitroipa Seydou Keita John Obi Mikel Victor Moses | Asamoah Gyan Emmanuel Emenike |

### Végeredmény
Az első négy helyezett utáni sorrend nem tekinthető hivatalosnak, mivel ezekért a helyekért nem játszanak mérkőzéseket. Ezért e helyezéseket az alábbiak szerint kerülnek meghatározásra:
1. több szerzett pont (a 11-esekkel eldöntött találkozók a hosszabbítást követő eredménnyel, döntetlenként vannak feltüntetve)
2. jobb gólkülönbség
3. több szerzett gól

A hazai csapat eltérő háttérszínnel kiemelve.
| Helyezés | Nemzet                  | M | Gy | D | V | G+ | G– | Gk | P  |
| -------- | ----------------------- | - | -- | - | - | -- | -- | -- | -- |
| Arany    | Nigéria                 | 6 | 4  | 2 | 0 | 11 | 4  | +7 | 14 |
| Ezüst    | Burkina Faso            | 6 | 2  | 3 | 1 | 7  | 3  | +4 | 9  |
| Bronz    | Mali                    | 6 | 2  | 2 | 2 | 7  | 8  | –1 | 8  |
| 4.       | Ghána                   | 6 | 3  | 2 | 1 | 10 | 6  | +4 | 11 |
|          |                         |   |    |   |   |    |    |    |    |
| 5.       | Elefántcsontpart        | 4 | 2  | 1 | 1 | 8  | 5  | +3 | 7  |
| 6.       | Dél-afrikai Köztársaság | 4 | 1  | 3 | 0 | 5  | 3  | +2 | 6  |
| 7.       | Zöld-foki Köztársaság   | 4 | 1  | 2 | 1 | 3  | 4  | –1 | 5  |
| 8.       | Togo                    | 4 | 1  | 1 | 2 | 4  | 4  | 0  | 4  |
|          |                         |   |    |   |   |    |    |    |    |
| 9.       | Tunézia                 | 3 | 1  | 1 | 1 | 2  | 4  | –2 | 4  |
| 10.      | Kongói DK               | 3 | 0  | 3 | 0 | 3  | 3  | 0  | 3  |
| 11.      | Marokkó                 | 3 | 0  | 3 | 0 | 3  | 3  | 0  | 3  |
| 12.      | Zambia                  | 3 | 0  | 3 | 0 | 2  | 2  | 0  | 3  |
| 13.      | Algéria                 | 3 | 0  | 1 | 2 | 2  | 5  | –3 | 1  |
| 14.      | Angola                  | 3 | 0  | 1 | 2 | 1  | 4  | –3 | 1  |
| 15.      | Niger                   | 3 | 0  | 1 | 2 | 0  | 4  | –4 | 1  |
| 16.      | Etiópia                 | 3 | 0  | 1 | 2 | 1  | 7  | –6 | 1  |